# أوبينا نوانيري
أوبينا نوانيري (بالإنجليزية: Obinna Nwaneri)‏ من مواليد 18 مارس 1982 في لاغوس في نيجيريا، لاعب كرة قدم نيجيري.
بدأ مسيرته الكروية مع نادي جوليوس بيرغر في عام 2000، ولعب معهم حتى عام 2002، وشارك معهم في 6 مباريات وسجل هدف واحد، وفي عام 2003 انتقل إلى نادي إنييمبا، ولعب معهم حتى عام 2004، وفي عام 2004 انتقل إلى نادي الترجي الرياضي التونسي، ولعب معهم حتى عام 2007، ومنذ عام 2007 وهو يلعب مع نادي سيون السويسري.
منذ عام 2005 وهو يلعب مع منتخب نيجيريا لكرة القدم.

## روابط خارجية
- أوبينا نوانيري على موقع قاعدة بيانات كرة القدم.إي يو (الإنجليزية)
- أوبينا نوانيري على موقع ناشيونال فوتبول تيمز (الإنجليزية)
- أوبينا نوانيري على موقع Soccerway.com (الإنجليزية)
- أوبينا نوانيري على موقع عالم كرة القدم.نت (الإنجليزية)